# Siegfried Keiling
Siegfried Keiling (geboren am 28. Oktober 1911 in Berlin; verstorben am 12. Mai 1995 in Bad Homburg) war eine deutsche Militärperson.

## Leben
Der Ritterkreuzträger Siegfried Keiling beging als deutscher Kommandeur einer Einheit der Russischen Befreiungsarmee (ROA) gegen Ende des Zweiten Weltkriegs mindestens ein Endphaseverbrechen. Nach dem Krieg engagierte er sich in deutsch-russischen Kreisen in Frankfurt/Main und Bad Homburg, war journalistisch tätig und erhielt das Bundesverdienstkreuz.

## Militärische Laufbahn bis 1945
Keiling war Angehöriger der Reiter-HJ und Reserveoffizier der Artillerie. Vom Artillerie-Regiment der 134. Infanterie-Division kommend war Keiling im Sommer 1942 mit der Führung einer aus russischen Freiwilligen formierten bespannten Batterie in Ordshonikidsegrad bei Brjansk betraut worden. Die Batterie trug den Namen Ost-Artillerie-Abteilung 621. Ende 1943 wurde sie vom „Bandenkampf“ im Rückwärtigen Gebiet der 2. Panzer-Armee in die Haute-Normandie zur Verteidigung des Atlantikwalls überführt.
Am 6. September 1944 verteidigte Hauptmann Keiling mit seiner russischen Ost-Artillerie-Abteilung 621 den Übergang über die Schelde bei der Stadt Oudenaarde in der Nähe von Gent/Belgien. Die Einheit gehörte zur kollaborierenden Russischen Befreiungsarmee (ROA) von General Andrei Wlassow auf deutscher Seite. Es gelang Keiling mit seinen russischen Artilleristen angreifende alliierte Truppen abzuwehren und so den Rückzug eines deutschen Armeekorps zu ermöglichen. Siegfried Keiling wurde dafür am 4. Oktober 1944 mit dem Ritterkreuz ausgezeichnet und zum Major befördert.
Anschließend kam Keiling zum Aufstellungsstab der Russischen Befreiungsarmee (ROA) unter Oberst Heinz-Danko Herre und war ab Januar 1945 an der Aufstellung der 2. Division der ROA auf dem Truppenübungsplatz in Heuberg beteiligt. Keiling befehligte das Deutsche Verbindungskommando, während das Hauptkontingent der russischen Truppen der Division dem Generalmajor Grigori Zwerew unterstellt war.
Am 19. April 1945 verließ die Division den Truppenübungsplatz Heuberg. In der Nacht vom 22./23. April war die Division im Raum Memmingen-Mindelheim angekommen. Hier sollte sie auf die Bahn verladen werden.
Inzwischen hatte der Mindelheimer Landrat in Erwartung amerikanischer Truppen die örtliche Polizei angewiesen, die Rangabzeichen abzunehmen und weiße Fahnen bereitzulegen. Statt der Amerikaner tauchte jedoch eine voll ausgerüstete russische Division mit deutschem Begleitkommando auf. In Hausen bei Mindelheim standen sich so am 23. April 1945 unter anderem der Polizei-Oberwachtmeister Engelbert Satzger ohne jedes Rangabzeichen und Keiling gegenüber. General Swerew verweigerte danach in Anbetracht der deutschen Auflösungserscheinungen die Befolgung deutscher Befehle. Major Keiling wurde von Oberst Herre angewiesen, ein Exempel zu statuieren. Unter höherem Befehl ordnete Keiling an, den Polizisten Satzger und sechs seiner Kollegen wegen Wehrkraftzersetzung festzusetzen. Keiling ließ ein Standgericht einberufen, wobei er selbst die Anklage vertrat. Auf seinen Antrag hin verurteilte das Gericht den unschuldigen Satzger zum Tode und ließ ihn am 24. April 1945 hängen. Die übrigen Angeklagten kamen ungeschoren davon oder konnten sich absetzen.
Die russische Division unter Zwerew wurde danach schließlich doch verladen und erreichte ihr Ziel Linz und kam von da nach Südböhmen. Keiling soll hier im Frühjahr 1945 für Häftlingserschießungen in Kaplitz verantwortlich gewesen sein.
Im Raum Budweis geriet die Division im Mai 1945 in amerikanische Gefangenschaft. Swerew wurde an die Sowjetunion ausgeliefert und dort als Verräter 1946 zum Tode verurteilt und gehängt. Keiling gelang es, sich im Mai 1945 nach Deutschland abzusetzen und sich wieder an seinem Wohnort Nürnberg niederzulassen.

## Nachkriegszeit
Ab 1946/47 war Keiling für die Organisation Gehlen tätig, wie aus den Memoiren von Heinz-Danko Herre hervorgeht. Keiling musste seine Dienstgeschäfte aber wegen eines Ermittlungsverfahrens 1948/49 ruhen lassen.
Ursache der Ermittlungen war das Standgericht von Hausen im April 1945 und das Todesurteil gegen Oberwachtmeister Satzger. Keiling wurde im Februar 1949 verhaftet. In einem Verfahren vor dem Augsburger Schwurgericht am 4. Oktober 1949 wegen des Mordes an Satzger erhielt Keiling eine Gefängnisstrafe von 5 Jahren. Herre erwähnt in seinen viele Jahre später veröffentlichten Tagebuchaufzeichnungen über die Anfangszeiten der Organisation Gehlen den Fall Keiling insgesamt 36 Mal, denn er – Herre – hatte das Standgericht gefordert. Nachdem im März 1950 eine Revision des Verfahrens gegen Keiling abgewiesen wurde, versuchte Herre massiv, Verbündete für ein Gnadengesuch in der Organisation Gehlen zu finden. Er band im April 1950 die CIA-Aufseher James Critchfield und William Philp sowie den ehemaligen General der Freiwilligenverbände Ernst-August Köstring ein, nachdem er bei Gehlen selbst eher wenig Unterstützung erhielt. Die Organisation Gehlen war jedoch inzwischen eine Tochter des US-Geheimdienstes CIA und Deutschland eine Bundesrepublik geworden. Offizielle Anfragen waren daher problematisch, zumal der bayerische Justizminister Josef Müller ein erklärter Gegner Gehlens war.
Letztlich kam Keiling aufgrund der Bemühungen von Herre im November 1950 im Gnadenweg aus der Haft frei. Die Reststrafe wurde zur Bewährung ausgesetzt. Bereits am 7. Januar 1951 traf Keiling privat mit Herre zusammen, um die Gründung einer Deutsch-Russländischen Gesellschaft zu besprechen. Herre kümmerte sich um Darlehensfragen, Wohnungsfragen und stellte die Verbindung zu Jürgen Thorwald her, der im Auftrag von CIA und Organisation Gehlen an einem Buch über die Wlassow-Armee arbeitete, wozu dann auch Keiling, Herre und andere Gehlen-Mitarbeiter Beiträge verfassten.
Siegfried Keiling ließ sich in den frühen 50er Jahren in Bad Homburg nieder. Dort war auch der Sitz der exilrussischen Organisation Narodno-Trudovoj-Sojuz (Bund russischer Solidaristen, NTS). NTS arbeitete eng mit der CIA zusammen, weshalb Keiling in diesem Umfeld wohl weiter für die CIA-Tochter Organisation Gehlen tätig war, wie das Thorwald-Material belegt.
Der russophile Siegfried Keiling war in Bad Homburg einer der Mitbegründer der dortigen „Deutsch-Russländischen Gesellschaft“ (DRG), die durch deutsche und russische Teilnehmer des Zweiten Weltkriegs ins Leben gerufen wurde. Sie stand mit dem NTS in Kontakt.
Die Gesellschaft erhielt jahrelang Zuschüsse durch das Land Hessen, den Kreis und die Stadt Bad Homburg. Die DRG war der Paneuropa-Union angeschlossen. Die Organisation verfügte über regionale und Landes-Arbeitsgemeinschaften. Die Vierteljahreszeitschrift „Russland und wir“ der DRG wurde von 1960 bis Ende 1995 vom gleichnamigen Verlag in Bad Homburg herausgegeben. Verantwortlich für das Blatt zeichnet bis zu seinem Tod Siegfried Keiling.
Daneben war Keiling auch mitverantwortlich für die Zeitschrift „Das Reichsbanner - Forum aktiver Soldaten“, die von der Soldatenvereinigung Reichsbanner Schwarz-Rot-Gold herausgegeben wurde. Sie stand der SPD nahe und hatte bereits vor dem Krieg bestanden. Laut Kreisarchiv Hochtaunuskreis wurde Keiling 1986–87 als Ortsvereinsvorsitzender des Reichsbanner Schwarz-Rot-Gold der Stadt Bad Homburg das Bundesverdienstkreuz verliehen.
Am 24. April 2025 fand in Hausen bei Mindelheim anlässlich des 80. Todestages von Engelbert Satzger ein Gedenkgottesdienst statt, bei dem das Grabkreuz eine berichtigte Inschrift erhielt, wonach er von fanatischen Angehörigen der Wehrmacht gehängt wurde. Zuvor war dies der SS angelastet worden.